# 聖ローレンス教会

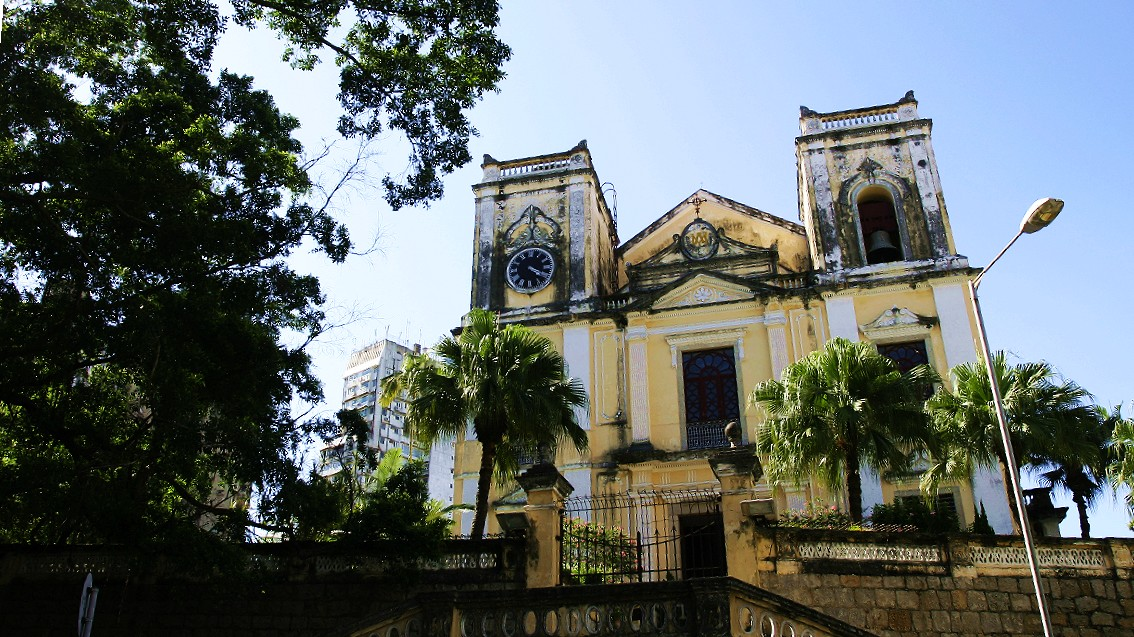
聖ローレンス教会

聖ローレンス教会（聖老楞佐教堂, Igreja de São Lourenço）、別称風順堂は、マカオにあるカトリック教会の教会堂である。

## 概要
1558年から1560年にかけイエズス会により建立。教会の保護者である聖ラウレンティウス（ローレンス）は、258年にシクストゥス2世らと共にローマ皇帝ウァレリアヌスの迫害にあった殉教者の一人であり、後には風の守護聖人として崇められていたため、マカオの海で働く者が順風に帰ってくるのを待ち祈る場所として建てられた。当時は木造であったが1884年ホセ・トーマス・デ・デキノにより再建された。
教会内にはファティマの聖母マリア、ルルドの聖母マリア、ローレンスの生涯を描いた6枚のステンドグラス、入り口より向って左側にはシラクサのルチアリジューのテレーズ、ユダの像、中央祭壇には処刑にされた際の鉄板を持つローレンス、イエス・キリスト、羊、天使（天使の指指すとこにキリストがいる）、右側は子ども時代のキリストとフランシスコ・ザビエルとアントニオの像がある。
2005年、マカオ歴史地区の一部として世界遺産に登録された。